# Insektsätare
Insektsätare (Insectivora) är en föråldrad systematisk indelning som omfattade flera grupper (familjer) av mindre däggdjur, som troddes vara besläktade och därför fördes till denna ordning. Dessa djurgrupper ingår numera i flera olika ordningar. En av huvudgrupperna kallas för äkta insektsätare och placeras i ordningen Eulipotyphla. Övriga före detta insektsätare placeras i ordningarna Afrosoricida, spetsekorrar, springnäbbmöss och pälsfladdrare.
| Nya ordningar för Insectivora    | Nya ordningar för Insectivora | Nya ordningar för Insectivora | Nya ordningar för Insectivora | Nya ordningar för Insectivora |
| Familjer i ordningen Insectivora | Svenskt namn (familj)         | Ny ordning                    | Svenskt namn (ordning)        | Not                           |
| -------------------------------- | ----------------------------- | ----------------------------- | ----------------------------- | ----------------------------- |
| Chrysochloridae                  | Guldmullvadar                 | Afrosoricida                  | Inget                         |                               |
| Centetidaea                      | Borstigelkottar               |                               |                               |                               |
| Solenodontidae                   | Snabelslidmöss                | Eulipotyphlab                 | Äkta insektsätare             |                               |
| Erinaceidae                      | Igelkottar                    | Eulipotyphlab                 | Äkta insektsätare             |                               |
| Soricidae                        | Näbbmöss                      | Eulipotyphlab                 | Äkta insektsätare             |                               |
| Talpidae                         | Mullvadsdjur                  | Eulipotyphlab                 | Äkta insektsätare             |                               |
| Macroscelididae                  | Elefantnäbbmöss               | Macroscelidea                 | Springnäbbmöss                |                               |
| Tupaiidae                        | Spetsekorrar                  | Scandentia                    | Spetsekorrar                  |                               |

a Familjen uppdelad och/eller namnändrad.
b Enligt uppdateringat i Erinaceidae som inte finns i ITIS.